# گینه در المپیک تابستانی ۲۰۲۴
کاروان المپیکی گینه، یکی از کاروان‌های شرکت‌کننده در بازی‌های المپیک تابستانی ۲۰۲۴ بود. این دوره از بازی‌ها از ۲۶ ژوئیه تا ۱۱ اوت ۲۰۲۴ (۵ تا ۲۱ امرداد ۱۴۰۳ خورشیدی) به میزبانی پاریس، پایتخت فرانسه برگزار شد. آن‌ها در این دوره سیزدهمین حضور خود را احراز کردند. نخستین حضور گینه در المپیک، به سال ۱۹۶۸ بازمی‌گردد. در پایان این دوره از بازی‌ها، ورزشکاران این کاروان موفق به کسب هیچ مدالی نشدند.

## شرکت‌کنندگان
در بخش مردان این کاروان، به جز تیم فوتبال، تنها یک شناگر دیگر حضور داشت. فهرست ورزشکاران این کاروان در جدول زیر آورده شده است.
| ورزش              | مردان | زنان | مجموع |
| ----------------- | ----- | ---- | ----- |
| تیراندازی با کمان | ۰     | ۱    | ۱     |
| دو و میدانی       | ۰     | ۱    | ۱     |
| فوتبال            | ۱۸    | ۰    | ۱۸    |
| جودو              | ۰     | ۲    | ۲     |
| شنا               | ۱     | ۱    | ۲     |
| مجموع             | ۱۹    | ۵    | ۲۴    |